# Calistoga
Pour l'État de fiction, voir Calisota.
Calistoga est une municipalité du comté de Napa, en Californie, aux États-Unis. Sa population s’élevait à 5 155 habitants lors du recensement de 2010, estimée à 5 311 habitants en 2016.
Calistoga se situe à l'extrémité nord de la Napa Valley, dans le Wine Country californien, et est traversée par la Napa River. La localité est connue pour ses sources d'eau chaude, le résultat d'une géologie volcanique dont l'illustration principale est le mont Saint Helena, au nord de la localité, dans les monts Mayacamas. La localité chevauche notamment l'extrémité sud de la faille Collayomi. Le geyser Old Faithful, une éruption géothermale située le long de Tubbs Lane, surgit de façon régulière et est une attraction touristique locale.
Située le long de la route californienne 29, Calistoga et ses environs sont le siège de nombreux domaines viticoles, parmi lesquels Chateau Montelena, Sterling Vineyard, Schramsberg et Twomey.
Un festival de la Moutarde de la vallée de Napa (Napa Valley Mustard Festival) est organisé à Calistoga chaque hiver depuis 1994 pour promouvoir le tourisme dans cette région pendant la basse saison, en référence aux herbes de moutardes qui poussent entre les vignes dans cette région de Californie pendant la saison froide.

## Histoire
Le nord de la vallée de Napa accueillait pendant l'époque pré-colombienne une population indigène, appelée les Wappos pendant l'ère coloniale espagnole de la fin du XVIIIe siècle. Des forêts de chênes fournissaient de la nourriture sous la forme de glands, et les sources d'eau chaude étaient vues comme des lieux de guérison. À la suite de la guerre d'indépendance du Mexique, les domaines établis par les missions furent laïcisés et revendus par le gouvernement mexicain. Le plus gros de la vallée fut découpé en larges ranchos dans les années 1830 et 1840. Les premiers pionniers américains commencèrent à arriver à ce moment, occupant des terres dans la région de Calistoga.
Samuel Brannan était le chef de file d'une expédition pionnière arrivée sur le navire Brooklyn à Yerba Buena (qui deviendrait plus tard San Francisco) en 1846. Il publia notamment le premier journal san-franciscain anglophone, le California Star. À la suite de la découverte d'or à Sacramento, Brannan se lança dans de nombreuses entreprises, qui firent de lui le premier millionnaire californien. Il devint notamment un leader dans le Comité de la vigilance de San Francisco. Fasciné par les sources d'eau chaude de Calistoga, il acheta plus de 2000 acres (soit 8 km²) de terres avec l'intention d'y construire un centre thermal semblable à celui de Saratoga, dans l'État de New York. Son hôtel, Hot Springs Resort, au pied du mont Lincoln (où se situe aujourd'hui l'Indian Springs Resort), s'ouvrit à la clientèle riche et illustre de la Californie en 1862. En 1868, la ligne de chemin de fer Napa Valley Railroad Company de Brannan fut achevée, offrant une option de transport relativement aisée entre Calistoga et les ferries de la baie de San Francisco. Calistoga devint non seulement une destination touristique, mais aussi un centre logistique pour le nord de la vallée, ainsi qu'un point de départ pour les comtés voisins de Sonoma et de Lake.
L'économie de Calistoga reposait alors sur l'extraction d'argent et de mercure, la vigne et l'arboriculture fruitière (noix et prunes), et le tourisme. L'un des premiers visiteurs de la région fut l'écrivain Robert Louis Stevenson, qui n'avait alors pas encore écrit ses romans les plus fameux. Après avoir rencontré Fanny Van de Grift en France, il la suivit à San Francisco, et, après qu'elle eut obtenu son divorce, il l'épousa en mai 1880. Trois jours plus tard, ils s'envolèrent pour leur nuit de noces à l'hôtel Calistoga Hot Springs. Ayant décidé de rester dans les environs, ils s'installèrent ensuite dans un chalet abandonné à la mine voisine de Silverado, sur le mont Saint Helena. En marge de l'écriture d'autres histoires, Stevenson tint un journal qui fut publié en 1888 sous le titre Les Squatters de Silverado, décrivant les paysages et personnages locaux.
Calistoga fit la une de la presse nationale en 1881 lorsque Anson Tichenor proclama qu'il avait inventé une méthode pour extraire l'or des sources d'eau chaude. Cette soi-disant invention se révéla rapidement un canular.
En 1920, Giuseppe Musante, propriétaire d'une confiserie de Calistoga, tomba sur une source d'eau chaude en creusant un puits au Railway Exchange. En 1924, il mit en place une ligne d'embouteillage et commença à vendre son eau minérale pétillante sous le nom de Calistoga Sparkling Mineral Water. L'entreprise, racheté par Elwood Springer en 1970, prospéra et est désormais la Calistoga Water Company.

## Tourisme
Une attraction est les bains de boue de cendre volcanique,, issue des sources d'eau chaudes (provenant des montagnes avoisinantes, notamment des monts Konocti et Saint Helena), dont les Indiens wappos considéraient comme sacrées et leur attribuaient des vertus curatives.

## Démographie
| 1880 | 1900 | 1910 | 1920 | 1930  | 1940  |
| ---- | ---- | ---- | ---- | ----- | ----- |
| 407  | 690  | 751  | 850  | 1 000 | 1 124 |

| 1950  | 1960  | 1970  | 1980  | 1990  | 2000  |
| ----- | ----- | ----- | ----- | ----- | ----- |
| 1 418 | 1 514 | 1 882 | 3 879 | 4 468 | 5 190 |

| 2010  | - | - | - | - | - |
| ----- | - | - | - | - | - |
| 5 155 | - | - | - | - | - |

## Galerie

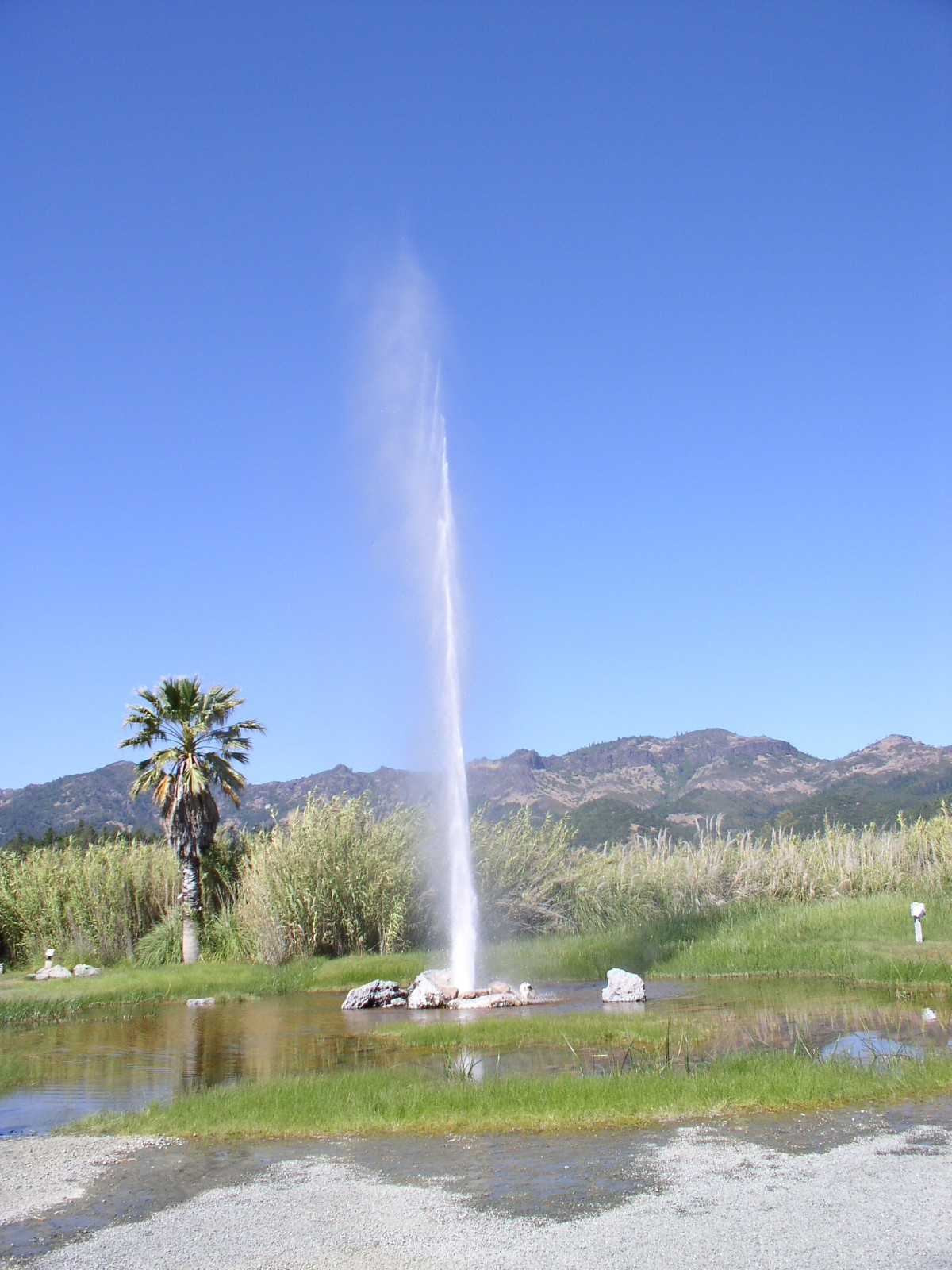
Le geyser Old Faithful de Calistoga
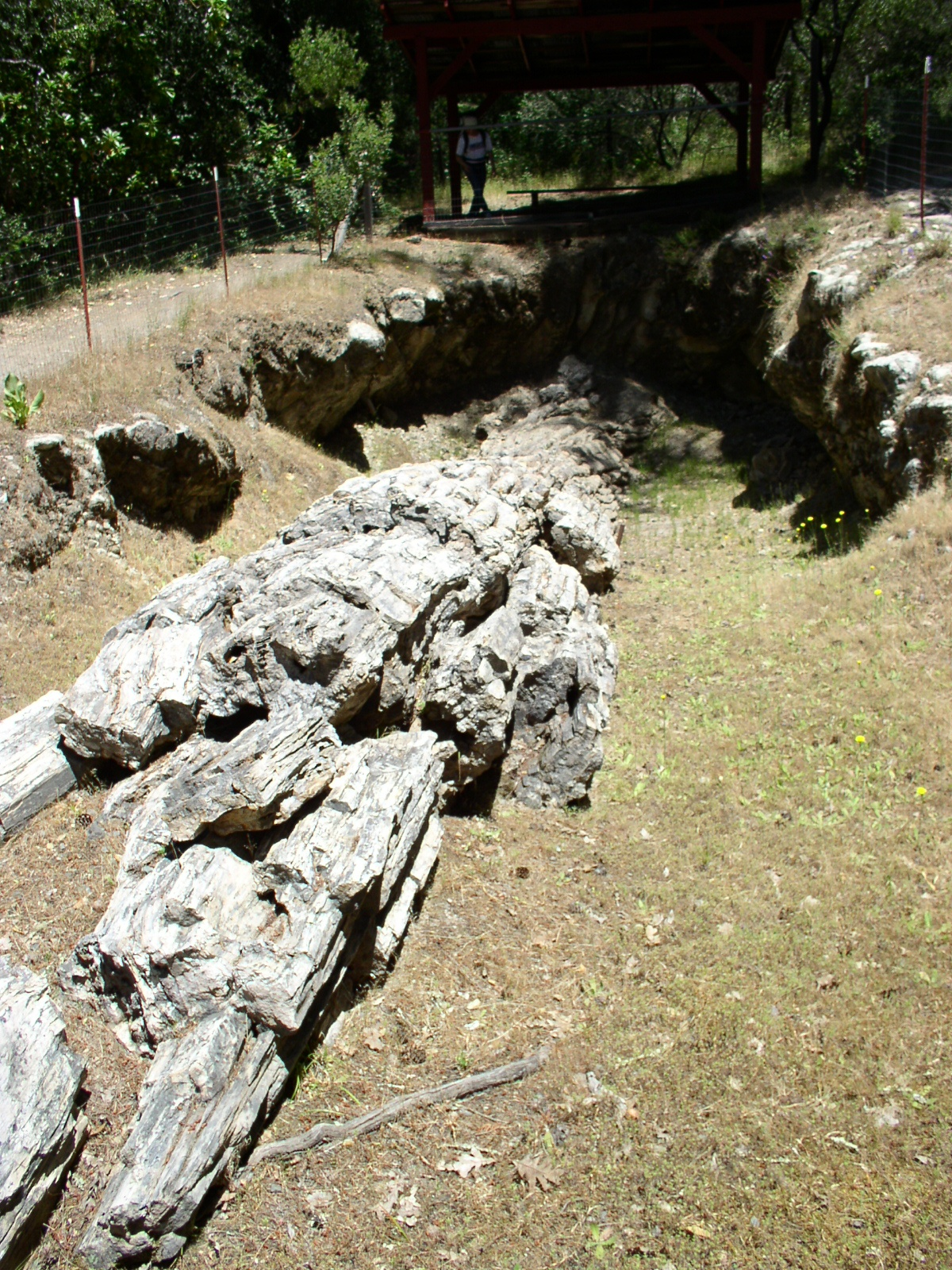
Forêt pétrifiée, au nord de Calistoga